# Скално светилище Мечока
Скално светилище Мечока и синхронното му праисторическо селище край с. Горталово, Област Плевен, са сред най-древните обитаеми територии в България и на Балканите.

## Описание
Обектът се намира при естествената скална колона „Мечока“ – висока 11 m и заемаща 6 кв. m, прилепена до скалата на каньона, разположена до селото на югозапад. Колоната е разрушена от иманяри в средата на 1970-те години. През втората половина на 1970-те години археолозите разкриват на десния бряг на р. Чернялка, под каньона материали от праисторическо селище, просъществувало от Неолита до Бронзовата епоха. В наши дни над селището е отложен дебел наносен пласт от свлечени скални късове. Според проф. Димитрина Митова-Джонова животът на селището е бил свързан със синхронното светилище и скалните рисунки, издялани на отделен блок от скалния масив над брега на реката изобразяващи фигури на хора и животни, геометрични орнаменти и алфабетни зназнаци, между които са били издълбани дупки, често организирани в мотиви.

## Откриване
Първите научни публикации за светилището и селището са на Васил Миков, който посещава мястото през 1921 г., го описва и обнародва многобройните графити и скални рисунки. Миков споменава, че т.нар. скала Мечока е силно увредена и не повтаря формата, поради която е наречена така. По-късно Мара Цончева публикува няколко рисунки от светилището, изпълнени в бял и тъмен цвят, които представляват изображения на елени, кози, куче и др. Художественият стил, начинът на полагане на боята, както и техните сюжети свидетелстват за праисторическия им произход. Има устни сведения, че подобни скални рисунки и графити все още са запазени в малки пещери и на повърхността на скрити скали в каньона на речния бряг.

## Датиране
Васил Миков отнася изображенията и скалните рисунки към епохата на Неолита и Бронзовата епоха, докато Иван Велков отнася към тази епоха само издълбаните в скалите дупки и ги свързва с т.нар. „шаленщайн“ – култовите издълбавания подобни на чашки, характерни за Централна Европа. Изображенията на хора, Велков отнася към ранното Средновековие и свързва с християнството като според него има скалните рисунки имат аналогии с подобни изображения открити в Пиренеите и Кавказ. Проф.Ана Радунчева е категорична, че скалните рисунки, графити и издълбавания датират от Неолита и Бронзовата епоха.

## Исторически контекст
Каньонът на р. Чернялка е богат на археологически обекти от изключителен научен интерес – в близост до м. Мечока е скалният феномен „Разцепен камък“ – висока около 25 m скала, с изключително правилна форма. Според местната легендата на това място Крали Марко се борил с Муса Кесаджия 3 дни и 3 нощи, който усетил, че не може да надвие Марко и избягал. На Разцепен камък Крали Марко, преследвайки Муса, изгубил следите му и в яда си, че го е изпуснал, със сабята си дипленица разполовил на две скалата.
В непосредствена близост до м. Мечока се намира и пещерата Момина дупка, която представлява своеобразен лабиринт от тунели, към които има два входа, разположени на височина около 15 – 20 m и са свързани, а едно от разклоненията води към дълбока пропаст. Името на този скален лабиринт идва от преданието, според което по време на османското владичество местен ага си избрал за харема 2 хубави моми, които успели да избягат и се укрили в лабиринта. Няколко седмици те обитавали лабиринта, а близките им носели храна, докато циганин случайно ги забелязал и ги издал на турците. По заповед на агата входовете били завардени от заптиета, а други с факли тръгнали из лабиринта да хванат момите, но те излезли през разклонението на ръба над пропастта, оплели косите си една в друга и се хвърлили от високото.
При Момина дупка се е намирала една от трите крепости, изградени през късната Античност и продължили да изпълняват своите функции през Средновековието, които според Карел Шкорпил са били свързани с по-ранни селища от откритата равнина. Предполага се, че през селото е минавал стар римски път, свързвал Никополис ад Иструм (с. Никюп) с Мелта (Ловеч).